# Stylidium neglectum
Stylidium neglectum este o specie de plante dicotiledonate din genul Stylidium, familia Stylidiaceae, ordinul Asterales, descrisă de Mildbraed. Conform Catalogue of Life specia Stylidium neglectum nu are subspecii cunoscute.